# Liste der Lehrstühle für Wirtschaftsprüfung an deutschen Universitäten
Die Liste der Lehrstühle für Wirtschaftsprüfung an deutschen Universitäten erhebt keinen Anspruch auf Vollständigkeit, sondern gibt lediglich einen Überblick zu den bestehenden Lehrstühlen mit einem Schwerpunkt auf Wirtschaftsprüfung sowie Lehrstühlen mit einem thematisch angrenzenden Schwerpunkt, z. B. Corporate Governance oder Rechnungslegung.
| Hochschule                                                        | Bezeichnung | Inhaber/Inhaberin             |
| ----------------------------------------------------------------- | --- | ----------------------------- |
| Universität Augsburg                                              | Lehrstuhl für BWL, Wirtschaftsprüfung und Controlling                                                            | Wolfgang Schultze             |
| Otto-Friedrich-Universität Bamberg                                | Lehrstuhl für BWL, insb. Internationale Rechnungslegung und Wirtschaftsprüfung                                   | Brigitte Eierle               |
| Universität Bayreuth                                              | Lehrstuhl BWL X - Internationale Rechnungslegung                                                                 | Rolf Uwe Fülbier              |
| Universität Bayreuth                                              | Juniorprofessur für Wirtschaftsprüfung                                                                           | Sven Hörner                   |
| European School of Management and Technology Berlin               | DHL Group Professor in Sustainable Accounting                                                                    | Per Olsson                    |
| ESCP Business School Berlin                                       | Financial Reporting & Audit                                                                                      | Martin Schmidt                |
| Freie Universität Berlin                                          | Department of Finance, Accounting and Taxation (FACTS), insb. Unternehmensrechnung und Wirtschaftsprüfung        | Klaus Ruhnke                  |
| Freie Universität Berlin                                          | Juniorprofessur für Management Accounting und Financial Accounting                                               | Aline Grahn                   |
| Freie Universität Berlin                                          | Juniorprofessur für Datenbezogene Unternehmensrechnung und Wirtschaftsprüfung                                    | Stephan Küster                |
| Humboldt-Universität zu Berlin                                    | Institut für Rechnungswesen und Wirtschaftsprüfung                                                               | Joachim Gassen                |
| Humboldt-Universität zu Berlin                                    | Institut für Rechnungswesen und Wirtschaftsprüfung                                                               | Ulf Brüggemann                |
| Technische Universität Berlin                                     | Fachgebiet Controlling und Rechnungslegung                                                                       | Maik Lachmann                 |
| Universität Bielefeld                                             | Lehrstuhl für BWL, insb. Unternehmensrechnung und Rechnungslegung                                                | Matthias Amen                 |
| Ruhr-Universität Bochum                                           | Lehrstuhl für Corporate Governance, Auditing und Accounting                                                      | N.N.                          |
| Ruhr-Universität Bochum                                           | Lehrstuhl für Internationale Unternehmensrechnung                                                                | Bernhard Pellens              |
| Universität Bremen                                                | Lehrstuhl für ABWL, insb. Betriebliche Steuerlehre und Wirtschaftsprüfung                                        | Franz Jürgen Marx             |
| Universität Bremen                                                | Lehrstuhl für ABWL, Unternehmensrechnung und Controlling                                                         | Jürgen Zimmermann             |
| Technische Universität Chemnitz                                   | Professur BWL I, Betriebswirtschaftliche Steuerlehre und Wirtschaftsprüfung                                      | Silke Hüsing                  |
| Technische Universität Chemnitz                                   | Professur BWL X, Internationale Rechnungslegung und Wirtschaftsprüfung                                           | Michael Hinz                  |
| Technische Universität Darmstadt                                  | Fachgebiet Rechnungswesen, Controlling und Wirtschaftsprüfung                                                    | Reiner Quick                  |
| Technische Universität Darmstadt                                  | Fachgebiet Rechnungswesen, Controlling und Wirtschaftsprüfung                                                    | Anette von Ahsen              |
| Technische Universität Dortmund                                   | Professur Internationale Rechnungslegung und Wirtschaftsprüfung                                                  | Christiane Pott               |
| Technische Universität Dresden                                    | Professur für BWL, insb. Wirtschaftsprüfung und Steuerlehre                                                      | Michael Dobler                |
| Heinrich-Heine-Universität Düsseldorf                             | Professur für BWL, insb. Financial Accounting                                                                    | Janine Maniora                |
| Universität Duisburg-Essen                                        | Mercator School of Management. Campus Duisburg: Lehrstuhl für Rechnungswesen, Wirtschaftsprüfung und Controlling | Annette G. Köhler             |
| Universität Duisburg-Essen                                        | Fakultät für Wirtschaftswissenschaften. Campus Essen: Lehrstuhl für Internationale Rechnungslegung               | Rainer Kasperzak              |
| Frankfurt School of Finance & Management                          | Accounting Department                                                                                            | Frank Ecker                   |
| Frankfurt School of Finance & Management                          | Accounting Department                                                                                            | Ionela Andreicovici           |
| Frankfurt School of Finance & Management                          | Accounting Department                                                                                            | Yuping Jia                    |
| Frankfurt School of Finance & Management                          | Accounting Department                                                                                            | Edgar Löw                     |
| Frankfurt School of Finance & Management                          | Accounting Department                                                                                            | Laurence van Lent             |
| Frankfurt School of Finance & Management                          | Accounting Department                                                                                            | Katja Kisseleva-Scherenberger |
| Frankfurt School of Finance & Management                          | Accounting Department                                                                                            | Jörg R. Werner                |
| Johann Wolfgang Goethe-Universität Frankfurt am Main              | Professur für Rechnungswesen, insb. Financial Accounting und Corporate Governance                                | Katharina Hombach             |
| Johann Wolfgang Goethe-Universität Frankfurt am Main              | Lehrstuhl für BWL, insb. Wirtschaftsprüfung und Rechnungslegung                                                  | Michael Hommel                |
| Johann Wolfgang Goethe-Universität Frankfurt am Main              | Lehrstuhl für Finance, Accounting and Taxation                                                                   | Rainer Haselmann              |
| Europa-Universität Viadrina Frankfurt (Oder)                      | Lehrstuhl für ABWL, insb. Betriebswirtschaftliche Steuerlehre und Wirtschaftsprüfung                             | Stephan Kudert                |
| Europa-Universität Viadrina Frankfurt (Oder)                      | Lehrstuhl Rechnungslegung und Controlling                                                                        | Sonja Wüstemann               |
| Technische Universität Bergakademie Freiberg                      | Professur für Rechnungswesen und Controlling                                                                     | Silvia Rogler                 |
| Albert-Ludwigs-Universität Freiburg                               | Abteilung für Financial Accounting & Auditing                                                                    | Marcus Bravidor               |
| Justus-Liebig-Universität Gießen                                  | BWL VII - Financial Accounting                                                                                   | Corinna Ewelt-Knauer          |
| Georg-August-Universität Göttingen                                | Professur für Rechnungslegung und Wirtschaftsprüfung                                                             | N.N.                          |
| Georg-August-Universität Göttingen                                | EY-Stiftungsprofessur Financial Governance                                                                       | Benedikt Downar               |
| Universität Greifswald                                            | Lehrstuhl für Unternehmensprüfung und -besteuerung                                                               | Torsten Mindermann            |
| Fernuniversität in Hagen                                          | Lehrstuhl für BWL, insb. Wirtschaftsprüfung                                                                      | Gerrit Brösel                 |
| Martin-Luther-Universität Halle-Wittenberg                        | Lehrstuhl für Externes Rechnungswesen und Wirtschaftsprüfung                                                     | Michael Ebeling               |
| Universität Hamburg                                               | Professur für Wirtschaftsprüfung und Unternehmensrechnung                                                        | Nicole V. S. Ratzinger-Sakel  |
| Universität Hamburg                                               | Professur für BWL, insb. Externe Rechnungslegung, Prüfung und Nachhaltigkeit                                     | Kerstin Lopatta               |
| Helmut-Schmidt-Universität/Universität der Bundeswehr Hamburg     | Professur für BWL, insb. Rechnungslegung und Wirtschaftsprüfungswesen                                            | Stefan Müller                 |
| Leibniz-Universität Hannover                                      | Institut für Rechnungslegung und Wirtschaftsprüfung                                                              | Stefan Wielenberg             |
| Universität Hohenheim, Stuttgart                                  | Lehrstuhl für Betriebswirtschaftliche Steuerlehre und Prüfungswesen                                              | Holger Kahle                  |
| Universität Hohenheim, Stuttgart                                  | Lehrstuhl für Rechnungswesen und Finanzierung                                                                    | Dirk Hachmeister              |
| Technische Universität Ilmenau                                    | Fachgebiet Rechnungswesen und Controlling                                                                        | Michael Grüning               |
| Friedrich-Schiller-Universität Jena                               | Lehrstuhl für ABWL/Rechnungslegung                                                                               | Bernd Hüfner                  |
| Friedrich-Schiller-Universität Jena                               | Lehrstuhl für Betriebswirtschaftliche Steuerlehre/Wirtschaftsprüfung                                             | Harald Jansen                 |
| Katholische Universität Eichstätt-Ingolstadt                      | Lehrstuhl für ABWL, Controlling und Wirtschaftsprüfung                                                           | Max Götsche                   |
| Rheinland-Pfälzische Technische Universität Kaiserslautern-Landau | Lehrstuhl für BWL, insb. Externes Rechnungswesen                                                                 | Kai A. Bauch                  |
| Christian-Albrechts-Universität Kiel                              | Professur für Rechnungslegung und Wirtschaftsprüfung                                                             | Christian Blecher             |
| Universität zu Köln                                               | Professur für Financial Accounting (Treuhandseminar)                                                             | Maximilian A. Müller          |
| Universität Konstanz                                              | Professur für Accounting                                                                                         | Ulrike Stefani                |
| Handelshochschule Leipzig Graduate School of Management           | Lehrstuhl für Rechnungswesen, Wirtschaftsprüfung und Controlling                                                 | Henning Zülch                 |
| Universität Leipzig                                               | Professur für Externe Unternehmensrechnung & Wirtschaftsprüfung                                                  | Matthias Schmidt              |
| Leuphana Universität Lüneburg                                     | Professur für BWL, insb. Accounting, Auditing & Corporate Governance                                             | Patrick Velte                 |
| Otto-von-Guericke-Universität Magdeburg                           | Lehrstuhl für BWL, insb. Unternehmensrechnung/Accounting                                                         | Anne Chwolka                  |
| Johannes Gutenberg-Universität Mainz                              | Lehrstuhl für ABWL, insb. Rechnungslegung und Wirtschaftsprüfung                                                 | Stefan Rammert                |
| Johannes Gutenberg-Universität Mainz                              | Lehrstuhl für Accounting                                                                                         | Sandra Kronenberger           |
| Johannes Gutenberg-Universität Mainz                              | Lehrstuhl für Corporate Governance und Wirtschaftsprüfung                                                        | Christopher Koch              |
| Universität Mannheim                                              | Lehrstuhl für ABWL und Unternehmensrechnung                                                                      | Jannis Bischof                |
| Universität Mannheim                                              | Lehrstuhl für AWBL, Unternehmensrechnung und empirische Kapitalmarktforschung                                    | Holger Daske                  |
| Universität Mannheim                                              | Lehrstuhl für ABWL und Rechnungswesen                                                                            | Dirk Simons                   |
| Universität Mannheim                                              | Accounting & Taxation                                                                                            | Felix W. Vetter               |
| Universität Mannheim                                              | Lehrstuhl für ABWL und Wirtschaftsprüfung                                                                        | Jens Wüstemann                |
| Philipps-Universität Marburg                                      | Lehrstuhl für ABWL und Rechnungslegung                                                                           | Sascha H. Mölls               |
| Ludwig-Maximilians-Universität München                            | Standort München: Seminar für Rechnungswesen und Prüfung                                                         | Thorsten Sellhorn             |
| Ludwig-Maximilians-Universität München                            | Standort Heilbronn: Accounting                                                                                   | Michael Stich                 |
| Universität der Bundeswehr München                                | Professur für Rechnungswesen und IT-gestützte Berichtssysteme                                                    | N.N.                          |
| Universität Münster                                               | Institut für Rechnungslegung und Wirtschaftsprüfung                                                              | Hans-Jürgen Kirsch            |
| Universität Münster                                               | Lehrstuhl für BWL, insb. Internationale Unternehmensrechnung                                                     | Peter Kajüter                 |
| Friedrich-Alexander-Universität Erlangen-Nürnberg                 | Lehrstuhl für Rechnungswesen und Prüfungswesen                                                                   | Klaus Henselmann              |
| EBS Business School Oestrich-Winkel                               | Professur für betriebswirtschaftliche Steuerlehre, Int. Steuerrecht, Wirtschaftsprüfung                          | Adrian Cloer                  |
| EBS Business School Oestrich-Winkel                               | Professur für Financial Accounting                                                                               | Paul Pronobis                 |
| Carl-von-Ossietzky-Universität Oldenburg                          | Professur für Accounting and Corporate Governance                                                                | Christoph Sextroh             |
| Universität Osnabrück                                             | Lehrstuhl für BWL, insb. Bilanz-, Steuer- und Prüfungswesen                                                      | Michael Wosnitza              |
| Universität Osnabrück                                             | Fachgebiet Unternehmensrechnung und Wirtschaftsinformatik                                                        | Frank Teuteberg               |
| Universität Paderborn                                             | BWL, insb. Externes Rechnungswesen und Wirtschaftsprüfung                                                        | Urska Kosi                    |
| Universität Paderborn                                             | BWL, insb. Reporting, Governance, Sustainability                                                                 | Daniel Reimsbach              |
| Universität Paderborn                                             | Betriebswirtschaftslehre, insb. Internationale Rechnungslegung                                                   | Sönke Sievers                 |
| Universität Passau                                                | Juniorprofessur für BWL mit Schwerpunkt Accounting                                                               | Vanessa Flagmeier             |
| Universität Passau                                                | Lehrstuhl für BWL mit Schwerpunkt Accounting und Auditing                                                        | Christoph Pelger              |
| Universität Potsdam                                               | Lehrstuhl für Rechnungswesen und Wirtschaftsprüfung im privaten und öffentlichen Sektor                          | Ulfert Gronewold              |
| Universität Regensburg                                            | Lehrstuhl für BWL, insb. Financial Accounting and Auditing                                                       | Axel Haller                   |
| Universität Rostock                                               | Lehrstuhl für Unternehmensrechnung und Controlling                                                               | Peter Lorson                  |
| Universität Rostock                                               | Lehrstuhl für Unternehmensrechnung und -besteuerung                                                              | Stefan Göbel                  |
| Universität des Saarlandes                                        | Institut für Wirtschaftsprüfung                                                                                  | Michael Olbrich               |
| Universität des Saarlandes                                        | Lehrstuhl für BWL, insb. Rechnungswesen und Finanzwirtschaft                                                     | Alois Knobloch                |
| Universität Siegen                                                | Lehrstuhl für BWL, insb. Rechnungslegung und Corporate Governance                                                | Andreas Dutzi                 |
| Universität Trier                                                 | Lehrstuhl für Rechnungswesen und Wirtschaftsprüfung                                                              | Matthias Wolz                 |
| Eberhard Karls Universität Tübingen                               | Lehrstuhl für Financial Accounting & Financial Analysis                                                          | Jörg-Markus Hitz              |
| Universität Ulm                                                   | Institut für Rechnungswesen und Wirtschaftsprüfung                                                               | Kai-Uwe Marten                |
| Bergische Universität Wuppertal                                   | Lehrstuhl für Wirtschaftsprüfung und Rechnungslegung                                                             | Stefan Thiele                 |
| Julius-Maximilians-Universität Würzburg                           | Lehrstuhl für BWL und Externe Unternehmensrechnung                                                               | Benedikt Franke               |